# 132825 Shizu-Mao
132825 Shizu-Mao è un asteroide della fascia principale. Scoperto nel 2002, presenta un'orbita caratterizzata da un semiasse maggiore pari a 3,0857987 UA e da un'eccentricità di 0,0390484, inclinata di 10,99558° rispetto all'eclittica.